# Юбилейная медаль «60 лет Победы в Великой Отечественной войне 1941—1945 гг.»
Юбиле́йная меда́ль «60 лет Побе́ды в Вели́кой Оте́чественной войне́ 1941—1945 гг.» — юбилейная медаль Российской Федерации учреждённая Указом Президента Российской Федерации от 28 февраля 2004 года № 277 как государственная награда Российской Федерации.
С 7 сентября 2010 года медаль не является государственной наградой Российской Федерации.

## Положение о медали
Юбилейной медалью «60 лет Победы в Великой Отечественной войне 1941—1945 гг.» награждаются:
- военнослужащие и лица вольнонаёмного состава, принимавшие в рядах Вооружённых Сил СССР участие в боевых действиях на фронтах Великой Отечественной войны, партизаны и члены подпольных организаций, действовавших в период Великой Отечественной войны на временно оккупированных территориях СССР, военнослужащие и лица вольнонаёмного состава, служившие в период Великой Отечественной войны в Вооружённых Силах СССР, лица, награждённые медалями «За Победу над Германией в Великой Отечественной войне 1941—1945 гг.», «За Победу над Японией», а также лица, имеющие удостоверение к медали «За Победу над Германией в Великой Отечественной войне 1941—1945 гг.» либо удостоверение участника войны;
- труженики тыла, награждённые за самоотверженный труд в годы Великой Отечественной войны орденами СССР, медалями «За доблестный труд в Великой Отечественной войне 1941—1945 гг.», «За трудовую доблесть», «За трудовое отличие», «За оборону Ленинграда», «За оборону Москвы», «За оборону Одессы», «За оборону Севастополя», «За оборону Сталинграда», «За оборону Киева», «За оборону Кавказа», «За оборону Советского Заполярья», а также лица, имеющие знак «Жителю блокадного Ленинграда» либо удостоверение к медали «За доблестный труд в Великой Отечественной войне 1941—1945 гг.»;
- бывшие несовершеннолетние узники концлагерей, гетто и других мест принудительного содержания, созданных фашистами и их союзниками в период второй мировой войны;
- граждане, проработавшие не менее шести месяцев в период с 22 июня 1941 года по 9 мая 1945 года, исключая время работы в районах, временно оккупированных неприятелем.
- граждане иностранных государств, не входящих в Содружество Независимых Государств, сражавшиеся в составе воинских национальных формирований в рядах Вооружённых Сил СССР, в составе партизанских отрядов, подпольных групп, других антифашистских формирований, внёсшие значительный вклад в Победу в Великой Отечественной войне и награждённые государственными наградами СССР или Российской Федерации.

Юбилейная медаль «60 лет Победы в Великой Отечественной войне 1941—1945 гг.» носится на левой стороне груди и располагается после медали Жукова.

## Описание медали

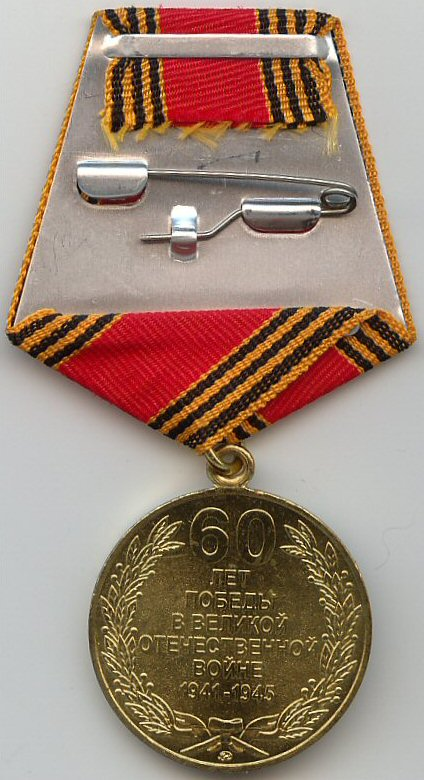
Оборотная сторона медали

Юбилейная медаль «60 лет Победы в Великой Отечественной войне 1941—1945 гг.» круглая, диаметр 32 мм, изготовляется из томпака. На лицевой стороне медали, вверху, — изображение ордена «Победа», внизу — цифры 1945—2005. На оборотной стороне медали, в центре, — надпись: 60 лет Победы в Великой Отечественной войне 1941—1945, по окружности — лавровые ветви. Края медали окаймлены бортиком. Все изображения, надписи и цифры на медали рельефные.
Медаль при помощи ушка и кольца соединена с пятиугольной колодкой, обтянутой красной шёлковой муаровой лентой шириной 24 мм. Вдоль краёв ленты — по пять полос: три чёрные и две оранжевые, каждая шириной 1 мм. Крайние чёрные полосы окаймлены оранжевыми полосами шириной 0,5 мм.

## Фотографии

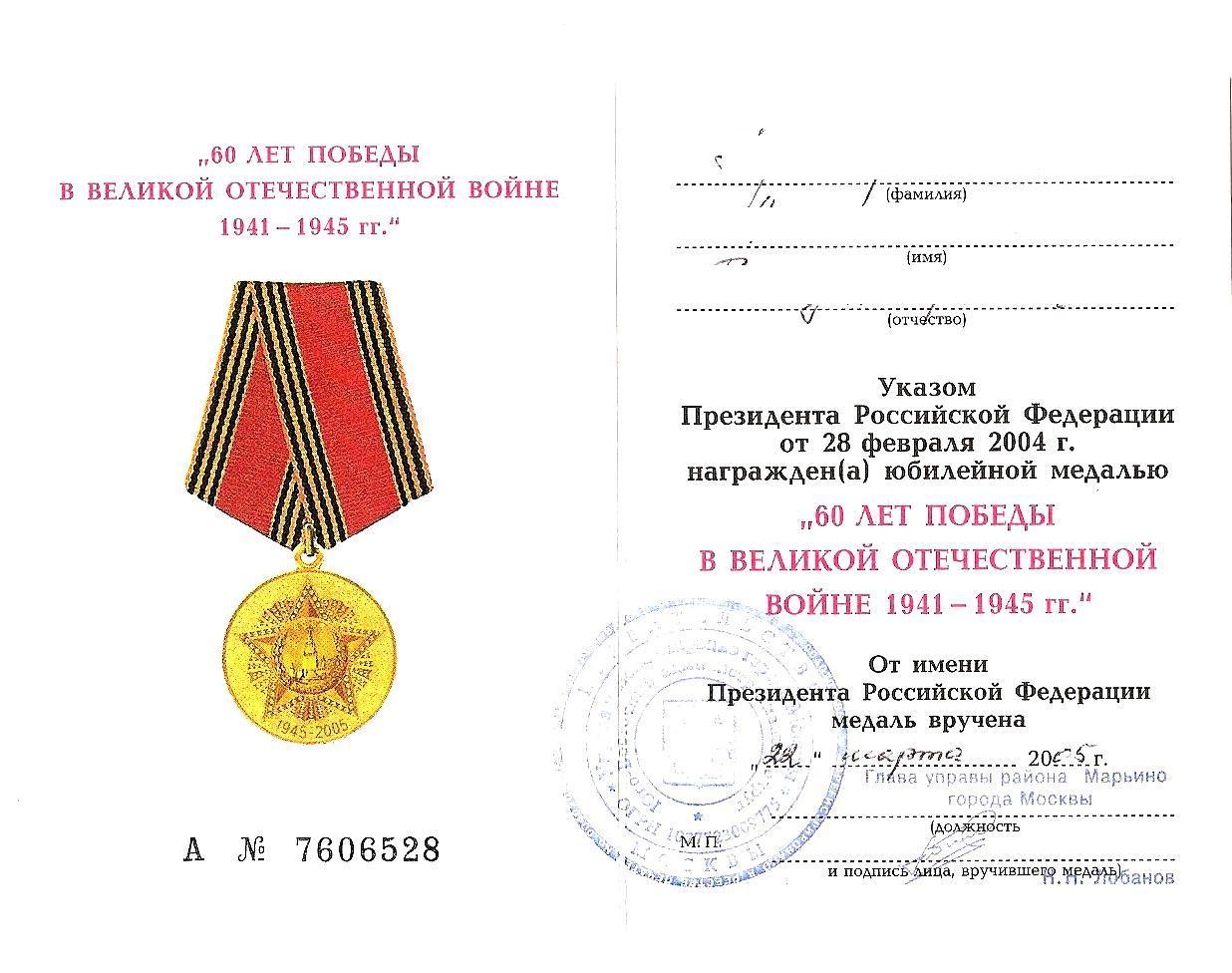
Удостоверение к медали «60 лет Победы в Великой Отечественной войне 1941—1945 гг.», выдававшееся в России
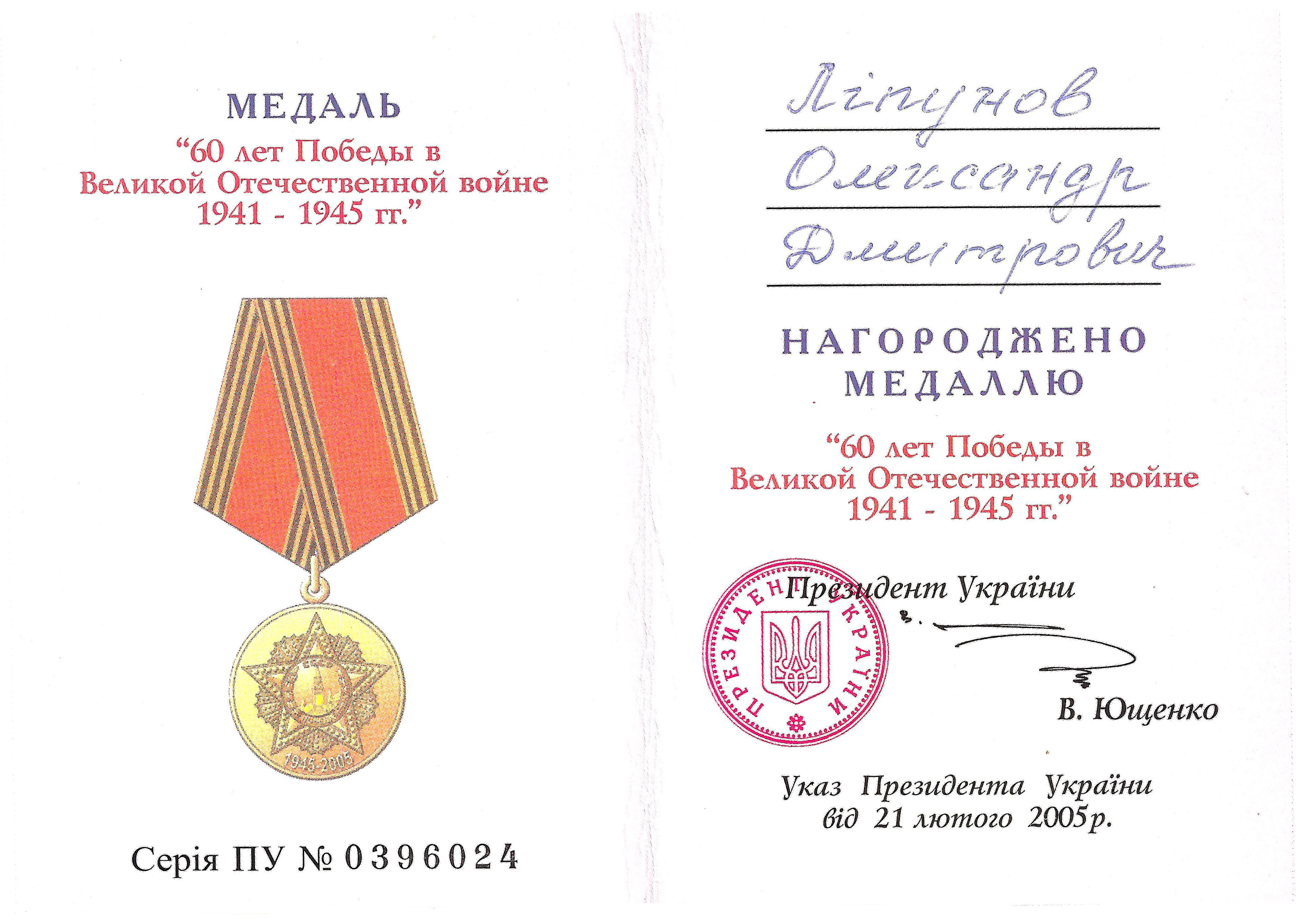
Удостоверение к медали «60 лет Победы в Великой Отечественной войне 1941—1945 гг.», выдававшееся на Украине